# Days of Thunder (videojuego de 1990)
Days of Thunder es un videojuego de carreras de NASCAR de 1990 basado libremente en la película Days of Thunder de 1990. El juego utilizó elementos de la película, utilizando una licencia cinematográfica de Paramount Pictures para sus elementos gráficos, trama y banda sonora musical. Fue lanzado para PC, NES, Game Boy y muchos otros formatos. Fue creado por Argonaut Software y distribuido por Mindscape Group. En 2009, Freeverse lanzó una versión actualizada para iOS.

## Jugabilidad
En la versión para PC, el juego consistía en configurar el coche, la clasificación y luego la carrera real. Si el jugador terminara en una posición lo suficientemente alta, pasaría al siguiente circuito. El daño no se calculó según el daño realista mostrado en el automóvil, sino mediante un indicador de barra de "tablero agrietado", con grietas que aparecen a lo largo del tablero cuando el jugador golpea algo (el mismo que se usó en el lanzamiento de 1989 Stunt Car Racer).

## Desarrollo
Antes de la versión desarrollada por Beam Software, Chris Oberth estaba desarrollando una versión del juego en Mindscape. En algún momento, la versión de Oberth fue cancelada y el trabajo transferido a Beam Software. La versión de Oberth fue recuperada de disquetes en 2020 después de su muerte por la Video Game History Foundation y su código fuente estuvo disponible en junio con el permiso de los herederos de Oberth.
Se trasladaron versiones adicionales del juego de Beam Software a PC en 1990 y a Game Boy en 1992.

## Recepción
Según el sitio web Lemon64, la revista de Commodore 64 Zzap!64 le dio a la versión de C64 de Days of Thunder un 52 sobre 100.